# Cyclocarya

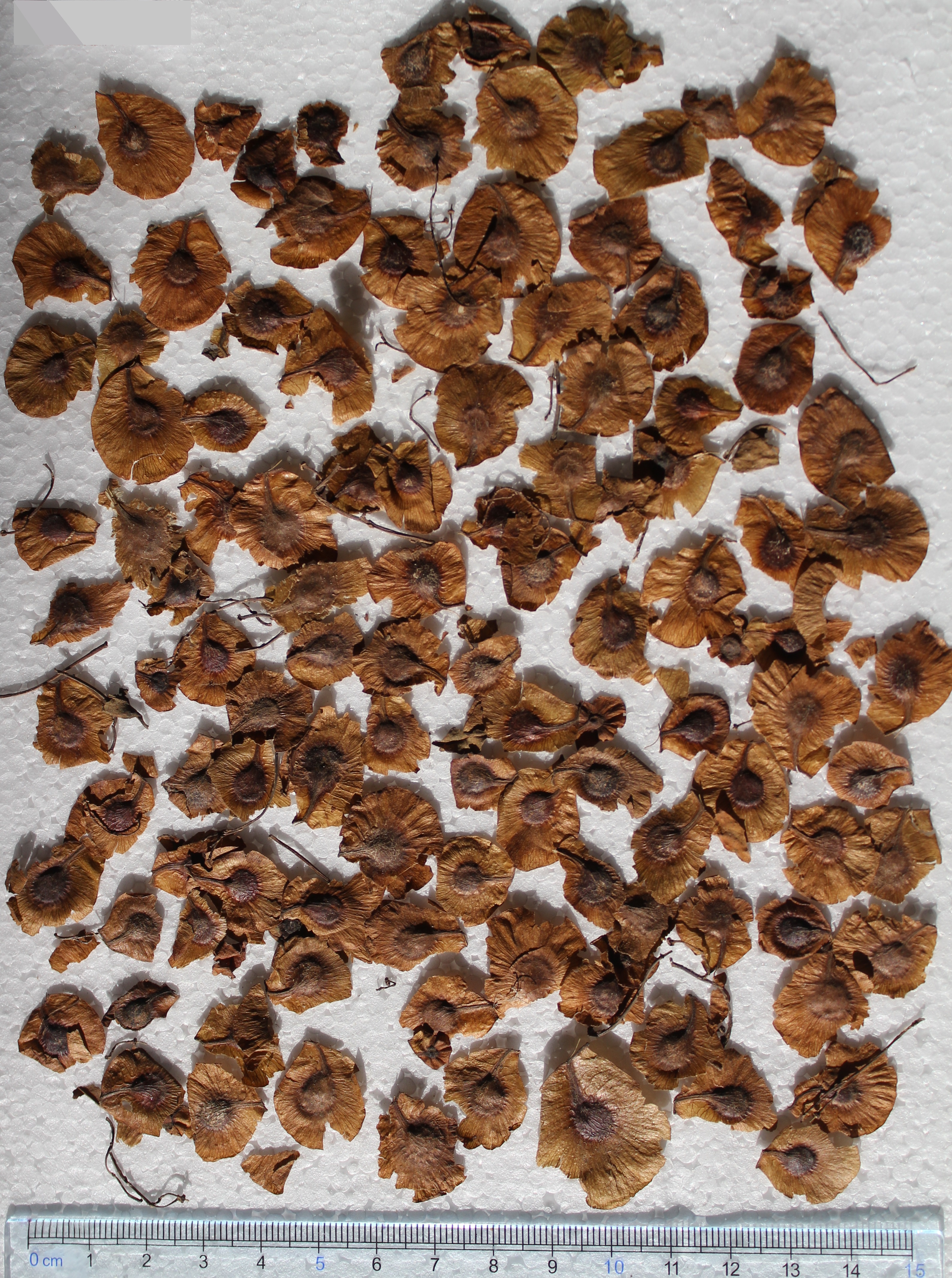
Овочі й фрукти

Cyclocarya — рід квіткових рослин родини горіхових, що складається з одного виду Cyclocarya paliurus, який раніше розглядався в роду Pterocarya як Pterocarya paliurus. Його батьківщиною є південно-східний Китай і Тайвань.

## Морфологічна характеристика
Це листопадні, однодомні дерева. Гілочки з камерною серцевиною. Кінцеві бруньки довгасті, голі. Листки непарноперисті; листочків (5 або) 7 або 9 (або 11), край зазубрений. Суцвіття бічні або кінцеві на старих або нових приростах, повислі; чоловічі та жіночі суцвіття розділені: чоловічі колоски в кистях по 3–5, збоку на старих приростах; жіночий колос поодинокий, кінцевий на новому зростанні. Чоловічі квітки з цільним приквітком; приквітки 2; чашолистків 2; тичинок 20–31, пиляки запушені. Жіночі квітки охоплені невеликим цілісним приквітком, прирослим до приквітників і практично зануреним у комплекс крил. Плодовий колос подовжений, пониклий. Плід дискокрилий горішок, 2–4-камерний при основі.

## Скам'янілості
20 викопних ендокарпів †Cyclocaria nemejcii з раннього міоцену були знайдені в шахті Крістіна в Градек-над-Нісоу в Північній Богемії, Чехія. Вперше описаний із середнього міоцену Японії †Cyclocaria ezoana також відомий із середньоміоценової флори Селдовія-Пойнт на Алясці. Викопні листочки віком 10 мільйонів років, які дуже схожі на нього, були знайдені в формації Tröllatunga-Gautshamar в Ісландії. Ісландські скам'янілості та †C. ezoana подібні до †C. cyclocarpa з раннього міоцену Німеччини.